# Google+
Google+ (ook bekend als Google Plus of G+) was een sociaalnetwerksite uitgebracht in 2011 die door Google werd beheerd en uitgebaat. De lancering werd door verschillende experts gezien als een poging om de dominante positie van Facebook aan te vallen, maar dat heeft Google nooit bevestigd. Er waren meer dan 500 miljoen mensen aangemeld op Google+, waarmee Google+ het op een na grootste sociale medium was. Google+ voor consumenten sloot op 1 april 2019. De versie voor bedrijven bleef wel nog een tijdje actief.
In Google+ konden geregistreerde gebruikers zogenoemde kringen aanmaken. Binnen deze kringen konden vrienden toegevoegd worden om berichten per vriendengroep mee te delen. Vrienden konden een hangout beginnen om na installatie van een plug-in te kunnen 'videobellen' en samen video's op Google-dochter YouTube te bekijken.

## Geschiedenis
Google+ werd op 28 juni 2011 gelanceerd, maar aanvankelijk alleen voor genodigden, net als bij de lancering van Gmail: Google verstuurde enkele uitnodigingen voor het nieuwe platform naar mensen die als eerste lid konden worden en daarna de mogelijkheid kregen zelf nieuwe leden uit te nodigen. In het begin was het dan ook alleen mogelijk om een gebruiker te worden als je iemand kende die al een account had. Na twee dagen zette Google de uitnodigingen kortstondig stil, omdat de groei van het aantal gebruikers te snel ging. Enkele dagen later werden de uitnodigingen opnieuw geactiveerd.
In mei 2013 werd Google+ op diverse punten vernieuwd. Afbeeldingen werden sindsdien groter weergegeven en afhankelijk van het gebruikte apparaat was er een andere indeling. De bedoeling was dat gebruikers met de nieuwe lay-out de pagina snel konden nakijken. Als een gebruiker nieuwe inhoud toevoegde, werd dat voortaan getagd met hashtags, waarmee vergelijkbare inhoud gezocht kon worden.
Google had aanvankelijk het stopzetten van Google+ in augustus 2019 gepland maar vervroegt de uitfasering naar aanleiding van een datalek naar april 2019.

## Statistieken
Op 14 juli 2011, na de lancering van de proefperiode, had het netwerk 10 miljoen gebruikers. Na vier weken online waren er 25 miljoen unieke gebruikers. Op 20 september 2011 werd de toepassing voor iedereen opengesteld. In oktober 2011 had de dienst 40 miljoen gebruikers en eind 2011 werd het aantal gebruikers op 62 miljoen geschat. In mei 2012 claimde Google op dat moment meer dan 170 miljoen gebruikers te hebben. In juni 2012 waren er meer dan 250 miljoen gebruikers.
De activiteit van gebruikers is relatief laag. Uit analyse van RJMetrics bleek dat een gemiddeld Google+-bericht minder dan één +1 of reactie kreeg of gedeeld werd. Drie op de tien gebruikers die een bericht geplaatst hadden, plaatsten geen tweede bericht. Ook de tijd dat een gebruiker actief op de website is, daalt bij Google+ al een geruime tijd. Verschillende marketingblogs noemen Google+ een spookstad. Analoog onderzoek in mei 2013 naar Belgische Google+-pagina's wijst in dezelfde richting.

## Platformen
Google+ was voornamelijk toegankelijk als website, maar er bestaan ook enkele mobiele applicaties voor het Android-, iOS en Symbian-besturingssysteem.

## Functies

### Bedrijfsintegratie
Een week na de opening begon Google samen te werken met verschillende bedrijven om bedrijfsprofielen op te stellen. Bedrijven konden zich inschrijven om mee te doen aan het experiment. Slechts enkele dagen na de opening van de inschrijving hadden al duizenden bedrijven zich aangemeld. Google werkte samen met een honderdtal bedrijven, onder andere Ford Motor Company. In december werd het mogelijk om tot wel 50 beheerdersaccounts te koppelen aan één bedrijvenprofiel.

### Volgen
Bij Google+ was het mogelijk om berichten van niet-vrienden te volgen; dat heeft Facebook later overgenomen. Facebook-oprichter Mark Zuckerberg was al snel de meest gevolgde persoon op Google+. Hij sloot op 13 juli 2011 zijn account af.

### Trendlijst
Het is sinds november 2011 mogelijk om op Google+ de populaire onderwerpen van het moment te bekijken via de zogenaamde trendlist, iets wat Twitter al langer aanbiedt. De trendlist komt tevoorschijn bij het uitvoeren van zoekopdrachten.

### Evenementen
In juni 2012 werd Google+ Events ('evenementen' in het Nederlands) uitgerold. Voor een evenement kunnen personen of kringen worden uitgenodigd, waarna er automatisch een afspraak in Google Agenda wordt aangemaakt als de uitnodiging wordt geaccepteerd. Tijdens het evenement kunnen gemaakte foto's direct aan het evenement worden gekoppeld, waarmee alle foto's voor alle genodigden beschikbaar zijn in een gezamenlijk album op Google+.